# Chain Bridge (Potomac River)
Die Chain Bridge ist eine Straßenbrücke über den Potomac River und den Chesapeake and Ohio Canal zwischen dem Stadtteil Palisades von Washington, D.C. und dem Arlington County in Virginia, USA.
Die heutige Brücke ist bereits die achte Brücke an dieser Stelle. Sie hat den Namen einer früheren Kettenbrücke behalten.

## Lage
Die Chain Bridge steht etwa 550 m unterhalb der Little Falls und 16 km unterhalb der Great Falls, der beiden Wasserfälle, die die weitere Schifffahrt auf dem Potomac River verhindern und zum Bau des Chesapeake and Ohio Canal führten.

## Beschreibung
Die jetzige Brücke hat drei Fahrstreifen und einen Gehweg. Sie ist 411,5 m (1350 ft) lang und etwa 13,72 m (45 ft) breit. Die 1937 eröffnete Brücke ist eine stählerne Durchlaufträgerbrücke auf den Steinpfeilern ihre Vorgängerin von 1852. Obwohl sie 13,72 m (45 ft) über dem Fluss steht, reichte das vom Hurrikan Agnes 1972 verursachte Hochwasser fast bis an ihre Vollwandträger.

## Geschichte
Die erste Brücke an diesem Ort war auch die erste Brücke über den Potomac River, der flussabwärts zu breit für die damaligen finanziellen Möglichkeiten war. Man wusste, dass der Potomac River an dieser Engstelle gewaltig anschwellen konnte, aber man hatte noch keine langfristigen Aufzeichnungen über irgendwelche Höchststände. So hoffte man, mit hohen steinernen Widerlagern genügende Sicherheit vor zukünftigen Hochwässern zu haben. Timothy Palmer errichtete auf diesen Widerlagern eine hölzerne Fachwerk-Bogenbrücke, die als Bridge at Little Falls bekannt und 1797 eröffnet wurde. Ihr Aussehen ist uns in einem kurz darauf angefertigten Aquarell von Benjamin Latrobe überliefert. Neben der Flussbrücke standen ähnlich konstruierte, aber kleinere und niedrigere Vorlandbrücken über dem Hochwasserbett. 1804 riss ein Hochwasser diese Vorlandbrücken weg.
Da auch das Holz der Flussbrücke schon angegriffen war, ließ man von Theodore Burr eine neue Fachwerk-Bogenbrücke über den ganzen Fluss bauen, die 1806 eröffnet wurde. Sechs Monate später wurde diese Brücke von einem Hochwasser weggetragen.
Die dritte Brücke war eine auf erhöhten Widerlagern errichtete Kettenbrücke nach einem Patent von James Finley mit mächtigen steinernen Pylonen, die 1808 fertig war. Sie wurde 1810 weggeschwemmt.
Die vierte Brücke war eine neue Kettenbrücke,  ähnlich wie ihre Vorgängerin. Sie wurde bei einem Hochwasser beschädigt, konnte aber repariert werden und hielt anschließend bis 1840. Im Britisch-Amerikanischen Krieg bot sie 1814 einen Fluchtweg vor der britischen Eroberung von Washington, auf dem auch die Unabhängigkeitserklärung in Sicherheit gebracht werden konnte.
Die fünfte Brücke wurde 1840 erbaut und stürzte 1852 ein.
Die sechste Brücke wurde 1852 auf sieben neuen, hohen Steinpfeilern gebaut. Ihre acht hölzernen Fachwerk-Bogenträger, die mit einem großen Windverband versteift waren, hatten eine horizontalen Fahrbahn, die breit genug für zwei Fuhrwerke oder Kutschen war. Außen waren getrennte Gehwege montiert. Im Sezessionskrieg stand sie vorübergehend auf der Frontlinie, wobei jede der Kriegsparteien eine Seite der Brücke bewachten.
In den Jahren 1872 bis 1874 wurde sie durch die siebte Brücke, eine schmiedeeiserne Fachwerkbrücke ersetzt, die erst 1939 durch die heutige Brücke ersetzt wurde. Diese wurde 1982 renoviert; dabei wurde der alte Fahrbahnträger durch eine leichtere orthotrope Platte ersetzt.

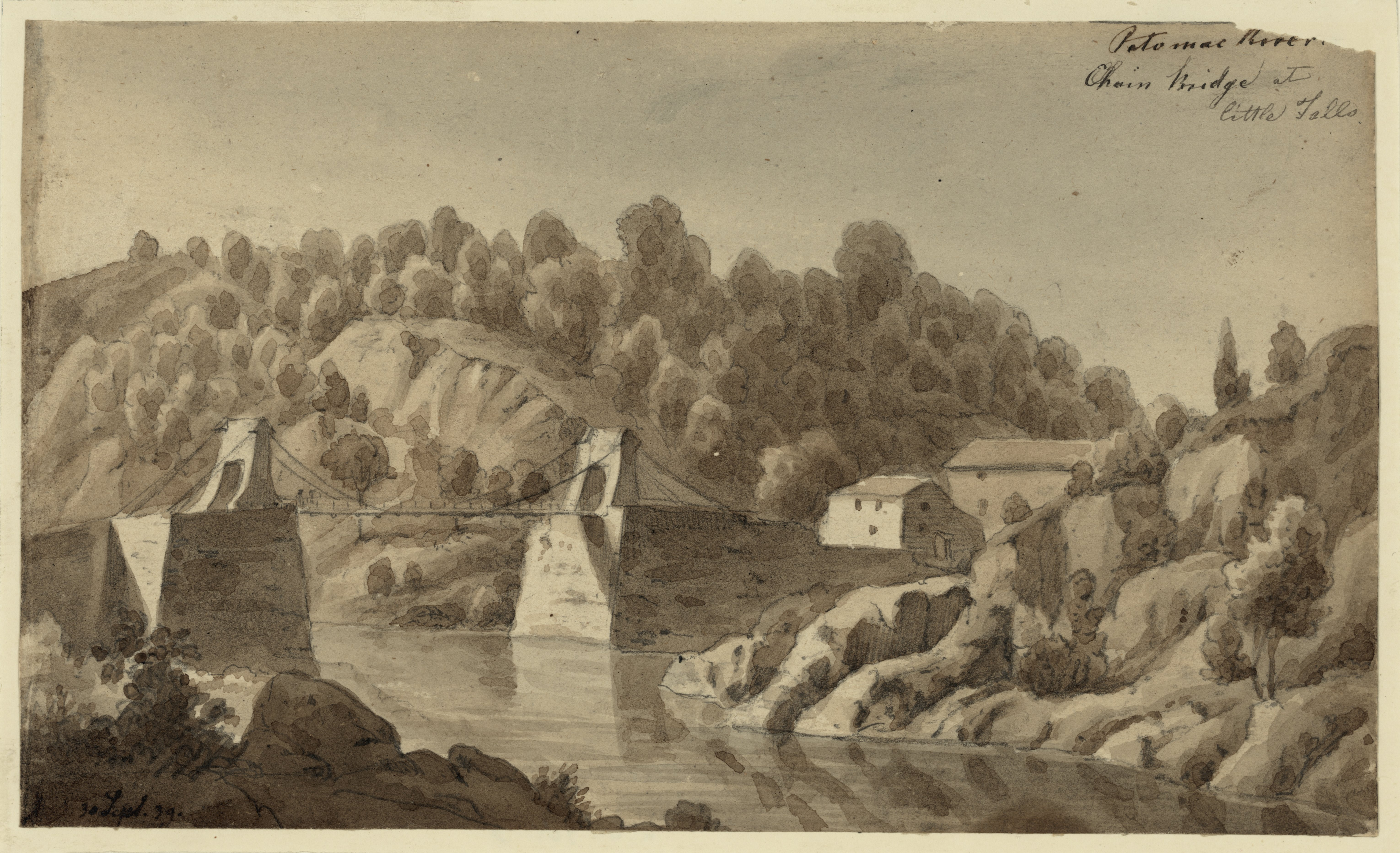
Potomac River, Chain Bridge at Little Falls. Zeichnung von August Koellner, 1839
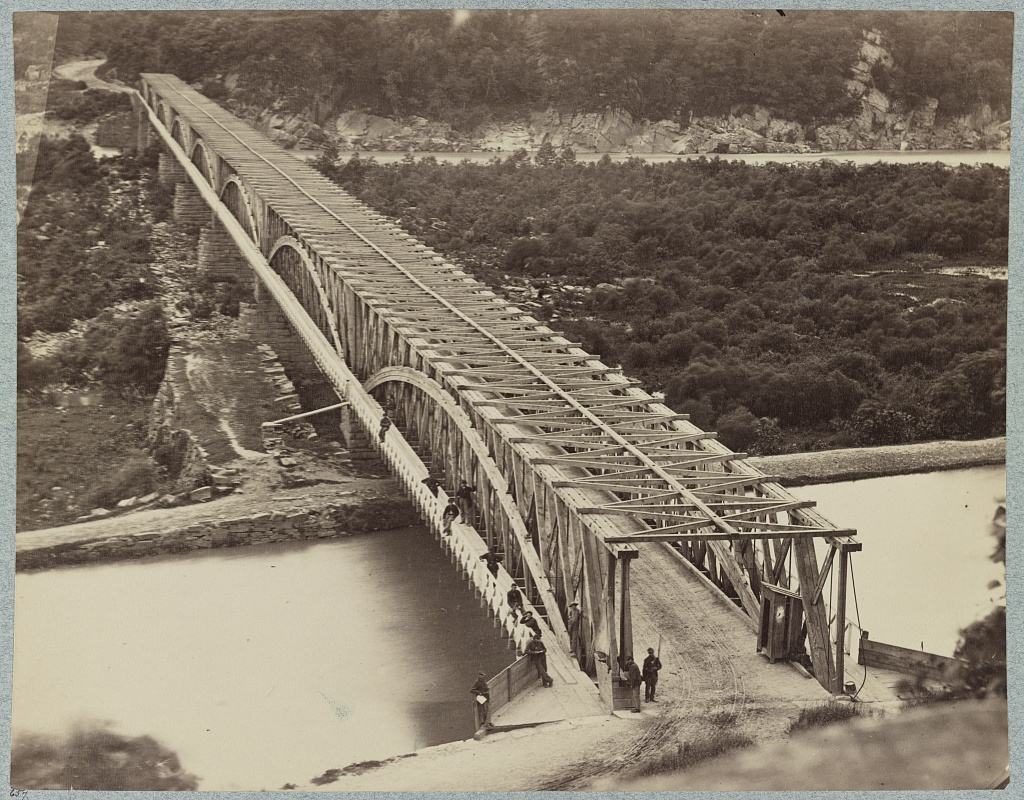
Die 1852 gebaute Chain Bridge. Foto von William Morris Smith zwischen 1861 und 1865
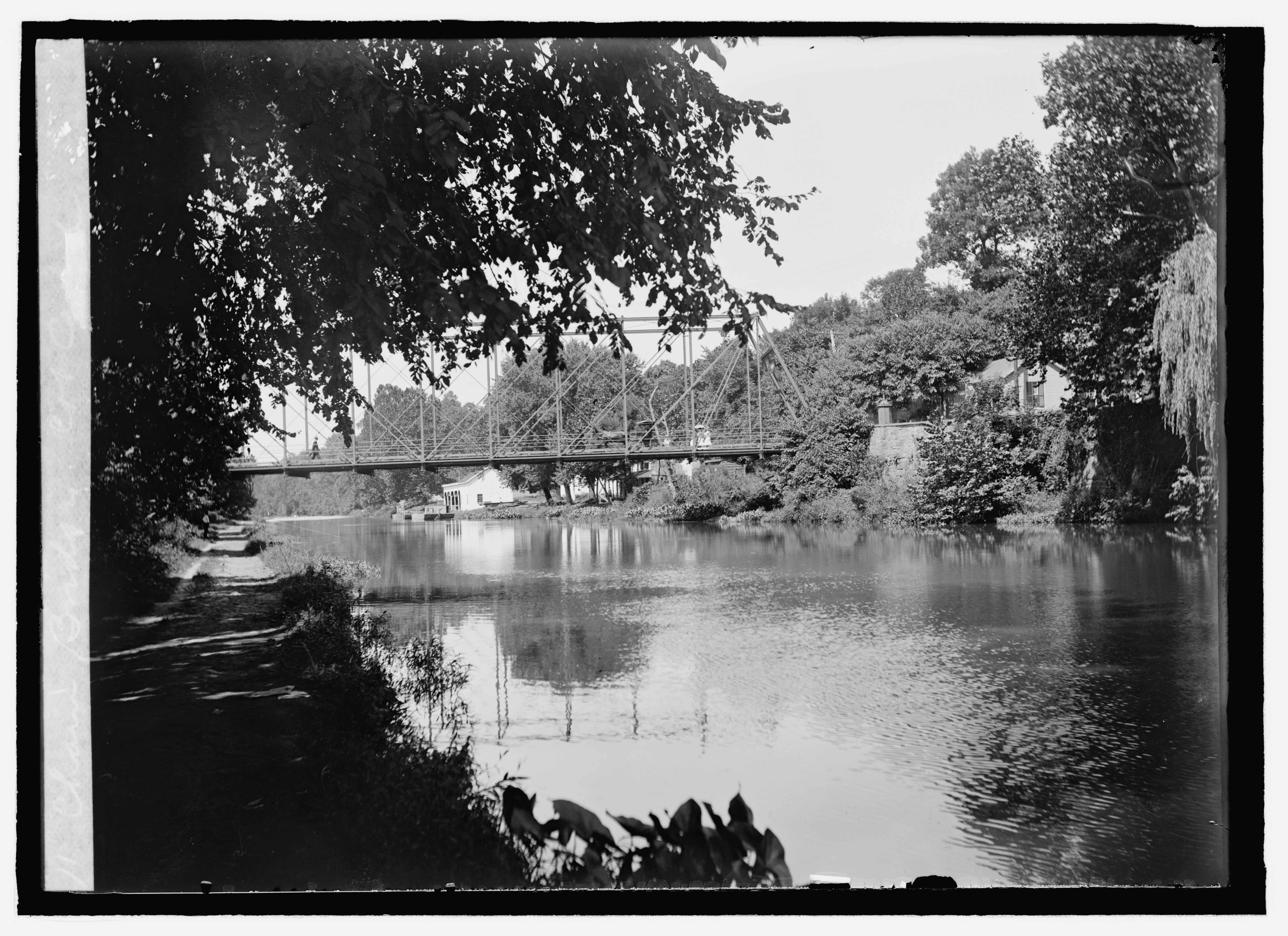
Die Chain Bridge zwischen 1909 und 1923
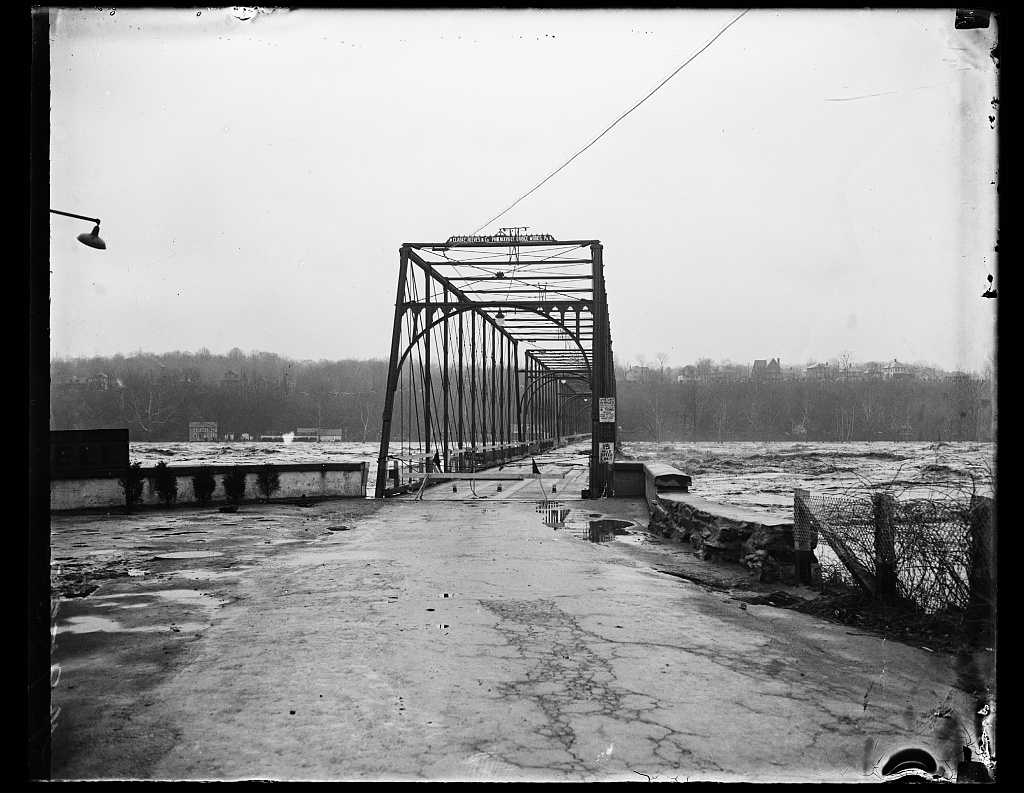
Die Chain Bridge im Hochwasser von 1936
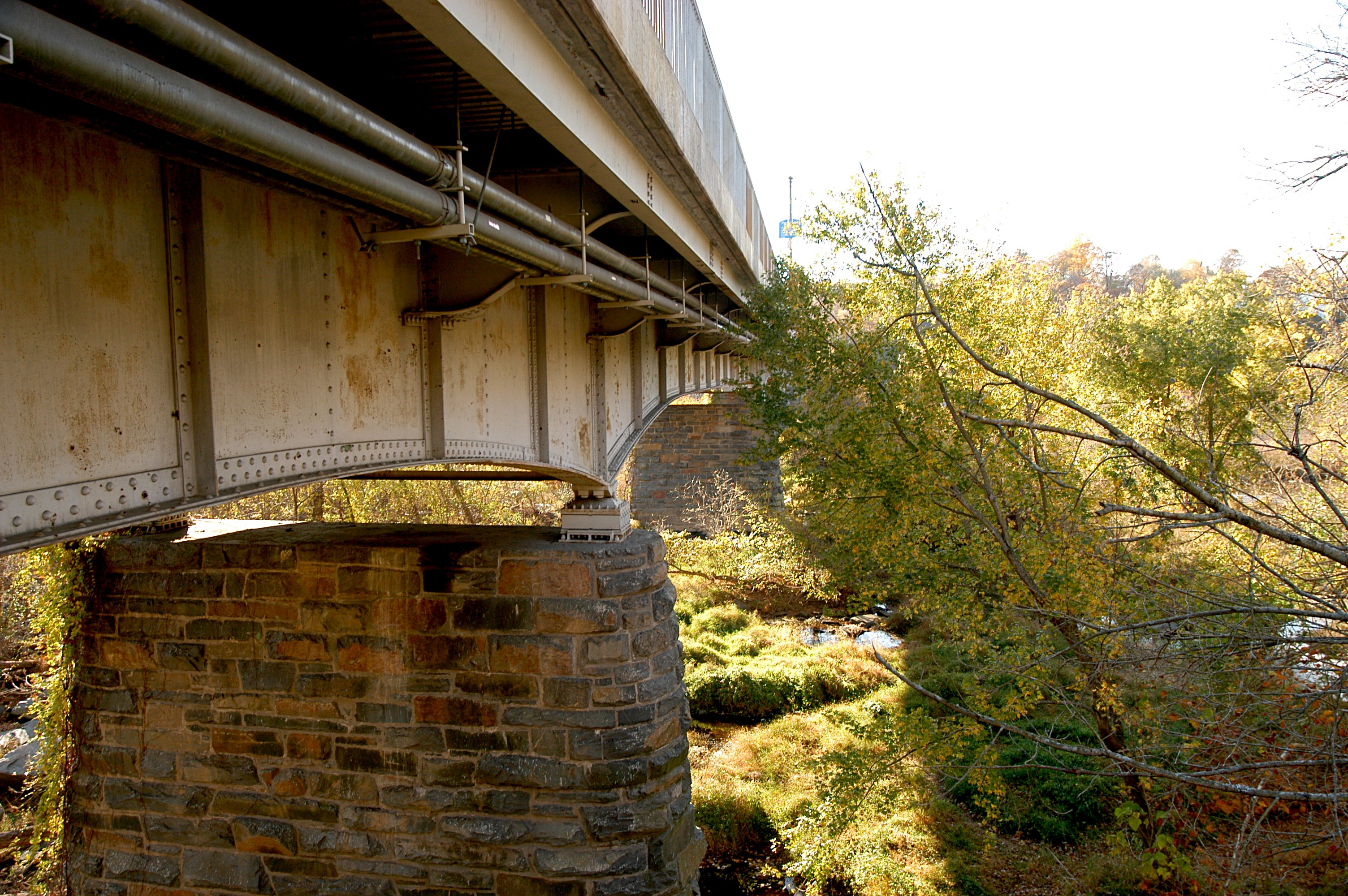
Die heutige Chain Bridge